# Heinz-Dieter Knöll
Heinz-Dieter Knöll (* 9. September 1947 in Kassel) ist ein deutscher Wirtschaftsinformatiker.

## Leben
Nach dem Abitur 1967 in Kassel studierte er von 1967 bis 1975 Betriebswirtschaftslehre und Mineralogie/Kristallographie in Marburg und Münster (1971 Ersatzleistungen zur Diplom-Vorprüfung in BWL und Vordiplom in Mineralogie in Münster/1975 Diplom in Mineralogie in Münster bei Hans Ulrich Bambauer). Nach der Promotion 1978 am Fachbereich Chemie der Universität Münster bei Dieter Stöffler war er ab 1980 in der Wirtschaftsinformatik tätig. Von 1981 bis 1985 war er Leiter der Systementwicklung bei den LVM Versicherungen. Seit 1986 war er Professor für Wirtschaftsinformatik am Fachbereich Wirtschaft der Fachhochschule Nordostniedersachsen, 2004 fusioniert mit der Leuphana Universität Lüneburg. 

## Schriften (Auswahl)
- mit Jürgen Busse: Aufwandsschätzung von Software-Projekten in der Praxis. Methoden, Werkzeugeinsatz, Fallbeispiele. Mannheim 1991, ISBN 3-411-14341-X.
- mit Gerrit Grunert: Verwaltungsökonomie. Betriebswirtschaftliche Kostenrechnung in der öffentlichen Verwaltung. Baden-Baden 1997, ISBN 3-7890-4730-9.
- mit Christoph Schulz-Sacharow und Michael Zimpel: Unternehmensführung mit SAP BI. Die Grundlagen für eine erfolgreiche Umsetzung von Business intelligence. Mit Vorgehensmodell und Fallbeispiel. Wiesbaden 2006, ISBN 3-528-05916-8.
- mit Volker Hockmann: Profikurs Sicherheit von Web-Servern. Ein praxisorientiertes Handbuch. Grundlagen, Aufbau und Architektur. Schwachstellen und Hintertüren. Konkrete Praxisbeispiele realisiert unter Windows und Unix/Linux. Wiesbaden 2008, ISBN 978-3-8348-0022-0.